# Эндре, Ласло
Ласло Эндре (венг. Endre László; 1 января 1895 года, Абонь — 29 марта 1946 года) — венгерский крайне правый политик, статс-секретарь МВД в правительстве Ф. Салаши, активно сотрудничавший с нацистами во время Второй мировой войны. В современной Венгрии считается одним из виновников Холокоста на территории нилашистской Венгрии. Публично повешен в 1946 году.

## Ранние годы
Родом из богатой семьи из города Абонь. По окончании военной службы в Первой мировой войне Эндре получил степень по политологии и стал ведущим сотрудником местного правительства в округе Пешт. Примкнул к правому националистическому обществу Венгерская ассоциация национальной обороны (MOVE), в рядах которого стал известен своей чрезвычайной жестокостью, которая, возможно, была результатом сифилиса. Он также был членом Венгерской национал-социалистической партии (которая возникала под разными названиями несколько раз) и даже иногда руководил собственными небольшими движениями.
В 1938 году он вступил в правящую партию Белы Имреди и стал известен своим антисемитизмом. Эндре утверждал, что антиеврейские законы венгерского правительства не были достаточно жесткими, и по собственной инициативе он добился наложения дополнительных ограничений на жизнь евреев, включая запрет доступа евреев на пляжи и курорты, а еврейским торговцам — на участие в ярмарках. Эти ограничения были позже отменены Министерством внутренних дел.

## Министерство внутренних дел
Эндре не имел общенационального влияния до 1944 года, когда Гитлер, раздражённый недостаточными военными усилиями Венгрии как союзника Германии, отдал приказ о вторжении и оккупации Венгрии. Нацистские оккупанты распустили правительство умеренного премьер-министра Миклоша Каллая и вынудили венгерского регента Миклоша Хорти заменить его на Дёме Стояи, занимавшего явно пронацистскую позицию.
Главным приоритетом для нового пронацистского правительства стало уничтожение еврейского населения Венгрии, которое, несмотря на репрессии и экономические трудности, пережило первые годы войны в основном нетронутым. Эндре, который в антисемитских кругах считался «еврейским экспертом», был назначен государственным секретарем в министерстве внутренних дел в контролируемом нацистами правительстве при министре внутренних дел Андоре Яроше . Ему были даны далеко идущие полномочия с тем, чтобы геттоизировать и депортировать еврейское население страны. Наряду с Ласло Баки, Эндре и Ярош активно помогали Адольфу Эйхману собрать и депортировать более 400 000 венгерских евреев в период с мая по июль 1944 года. Большинство из них были доставлены прямо в концентрационный лагерь Освенцим, где их вскоре убили в газовых камерах и кремировали. Венгерские евреи, убитые в Освенциме весной 1944 года, составляют почти половину всех евреев, убитых в лагере; именно с этими смертями Освенцим-Биркенау занял свое место во главе мрачного списка нацистских центров убийств.

## Последние дни у власти
Крайние действия Эндре привлекли внимание регента Миклоша Хорти, который ещё в июне призвал к его устранению из Министерства внутренних дел. В июле Хорти наконец удалось остановить депортацию.
Эндре был отстранен от власти в сентябре того же года. Тем не менее, он вернулся в правительство в течение месяца, когда нацисты свергли и арестовали Хорти и привели к власти ультрафашистскую Партию скрещённых стрел Ференца Салаши, при котором Эндре был назначен комиссаром гражданской администрации. В марте 1945 года после взятия Будапешта Красной Армией он бежал в Австрию, но был арестован и депортирован на родину.

## Суд и казнь
Весной 1946 года в Будапеште были осуждены Эндре, Баки и Ярош (известные в современной историографии как «трио депортаторов»), которые были признаны виновными в убийстве евреев и действиях против национальных интересов Венгрии. Все трое были казнены (как и четверо премьер-министров Венгрии военного времени, включая Белу Имреди и Ференца Салаши).  Эндре и Баки были публично повешены 29 марта 1946 года.